# Cub tetrakis
En geometria, el cub tetrakis és un dels tretze políedres de Catalan, té 24 cares triangulars. Les seves cares són triangles isòsceles en els que el costat desigual mesura {\displaystyle {\begin{matrix}{4 \over 3}\end{matrix}}} vegades la longitud dels altres dos.
Es pot obtenir enganxant piràmides de base quadrada a cada una de les 6 cares d'un cub.

## Àrea i volum
Les fórmules per calcular l'àrea A i el volum V d'un cub tetrakis tal que les seves arestes tenen logituds 3a i 4a són les següents:
{\displaystyle A=48{\sqrt {5}}a^{2}}
{\displaystyle V=96a^{3}\,\!}

## Dualitat
El políedre dual del cub tetrakis és l'octàedre truncat.

## Desenvolupament pla

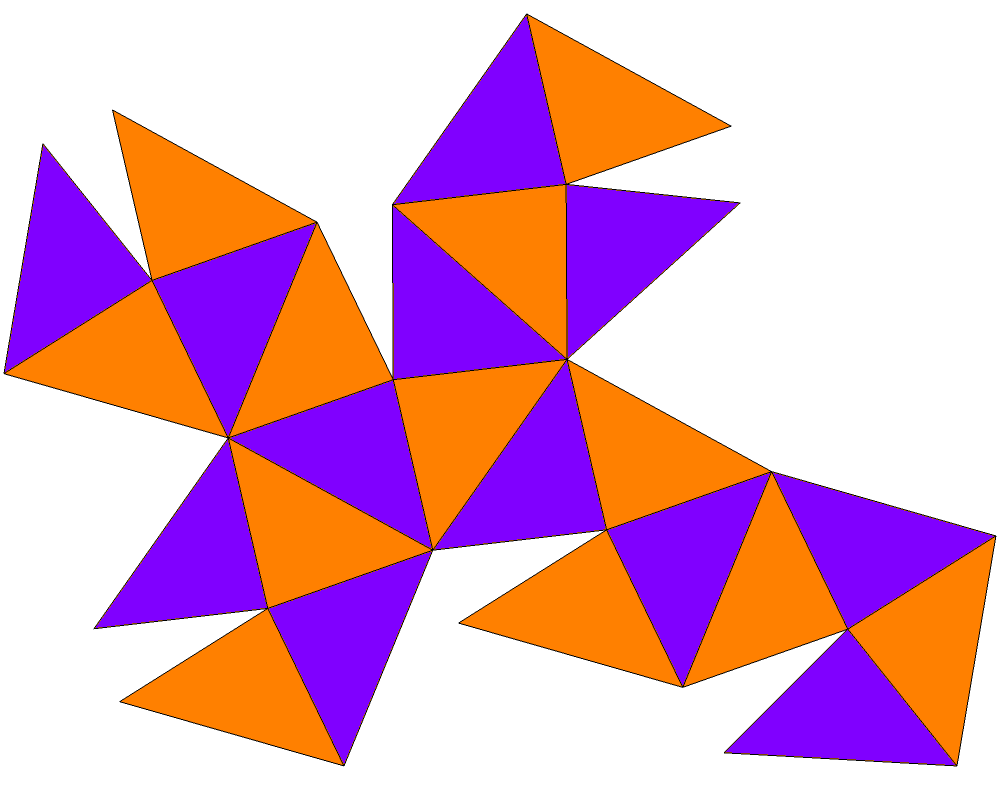
Desenvolupament pla del cub tetrakis

## Simetries
El grup de simetria del cub tetrakis té 48 elements; el grup de les simetries que preserven les orientacions és el grup octàedric {\displaystyle O\cong S_{4}}. Són els mateixos grups de simetria que pel cub, l'octàedre, el cub truncat i l'octàedre truncat.

## Relació amb altres políedres
Les 12 arestes més llargues del cub tetrakis i els 8 vèrtex en els que es troben, són arestes i vèrtex d'un cub, els altres 6 vèrtex són vèrtex d'un octàedre.

## A la natura
Al coure i la fluorita cristal·litzen formant cubs tetraquis.